# Nicolas Bernard Guiot de Lacour
Pour les articles homonymes, voir Guiot.
Nicolas Bernard Guiot de Lacour, né le 25 janvier 1771 à Carignan dans les Ardennes et mort le 28 juillet 1809 à Gundersdorf, en Autriche, est un général français de la Révolution et de l’Empire.

## Biographie
Sa carrière militaire commencée en 1789 se déroule successivement dans l'armée royale, dans les armées de la Révolution puis dans les rangs de la Grande Armée. Il prend part aux batailles d'Austerlitz, Iéna et Friedland. Il est nommé adjudant-général chef de brigade le 13 juin 1795, et il est réformé le 13 février 1797. Le 10 juin de la même année il passe chef de brigade à l'armée du Nord. Il est promu général de brigade provisoire à l'armée du Rhin le 3 août 1800, grade confirmé le 8 février 1801. Le 27 mai 1802, il est mis dans la 18e division militaire. Il est fait chevalier de la Légion d’honneur le 11 décembre 1803 et commandeur de l’ordre le 14 juin 1804.
Le 1er avril 1805, Guiot rejoint la 22e division militaire et le 4 mai suivant il prend le commandement du département de Maine-et-Loire. Le 11 septembre 1805 il rejoint l'armée d'Italie comme commandant de la 2e brigade de cavalerie. En janvier 1806 il est affecté à l'armée de Naples dans la division du général Dombrowski, et il participe au siège de Gaète du 26 février au 18 juillet 1806. Le 1er avril 1807 il commande la 1re brigade de la 1re division d'infanterie du 3e corps d'armée. Il est créé baron de l’Empire le 29 juin 1808. Le 30 mars 1809 il est à la tête de la 1re brigade de la 2e division d'infanterie lors de la campagne d'Allemagne, et le 6 juillet 1809, il a une jambe emportée à la bataille de Wagram. Six jours plus tard le 12 juillet 1809, il est nommé général de division mais la blessure reçue est très grave et il meurt le 28 juillet 1809 à l'âge de 38 ans.

## Distinctions
Son nom est gravé sur l'Arc de triomphe de l'Étoile et son buste se trouve dans la salle des batailles du château de Versailles.

## Sources
- (en) « Generals Who Served in the French Army during the Period 1789 - 1814: Eberle to Exelmans »
- Thierry Pouliquen, « Les généraux français et étrangers ayant servis [sic] dans la Grande Armée » (consulté le 4 janvier 2014)
- Docteur Robinet, Jean-François Eugène et J. Le Chapelain, Dictionnaire historique et biographique de la révolution et de l'empire, 1789-1815, volume 2, Librairie Historique de la révolution et de l’empire, 886 p. (lire en ligne), p. 125.